# Переяславські статті (1674)
Переяславські статті́ (1674) — договір між Військом Запорозьким і Московським царством, підписаний поблизу Переяслава. Договір визначав юридично-правовий статус козацької Гетьманщини у складі Московської держави.

## Положення
- Заборона гетьману без дозволу царя надавати допомогу будь-якій стороні у разі нападу на Польщу
- Заборона гетьману карати будь-кого без суду і згоди старшини
- Заборона посилати гетьманських представників на переговори царських послів з польськими або кримськими послами
- Козацький реєстр становив 20 тис. осіб, але жалування йому встановлювалося подвійне
- У разі нападу ворогів на Гетьманщину козацьке військо збиралося на річці Росава, між Каневом і Корсунем, туди прибувало і царське військо

## Текст Переяславських статей

### ПЕРЕЯСЛАВСЬКІ СТАТТІ ГЕТЬМАНА ІВАНА САМОЙЛОВИЧА З РОСІЙСЬКИМ ЦАРЕМ
від 17 березня 1674 року
АКТ ПРИВЕДЕННЯ ТОГО БОКУ ДНІПРА ДЕСЯТИ КОЗАЦЬКИХ ПОЛКІВ ДО ПІДДАНСТВА РОСІЙСЬКОМУ ЦАРЮ
Літа 7182 [1674], листопада, в 29 день, великий государ, цар і великий князь Олексій Михайлович, всієї Великої, і Малої, і Білої Росії самодержець, указав боярину та воєводі і білгородському наміснику князю Григорію Григоровичу Ромодановському з товаришами, учинивши обсилку свою із підданим царської величності, гетьманом із Іваном Самойловичем, зібрався із своїми, великого государя, ратними кінними та пішими людьми, а гетьману із усім Запорозьким військом іти за Дніпро і над підданим турського султана, гетьманом Петром Дорошенком, і над містами його володіння, за поміччю всемогутнього Бога, чинити військового невдовзі промисла. А коли гетьман Петро Дорошенко, і полковники, і начальні люди почнуть присилати до них, боярина та воєвод і до гетьмана, що вони хочуть бути у вічному підданстві під високодержавною рукою великого государя, то про те велено швидко писати великому государю, а на яких статтях його, Дорошенка, тієї сторони [гетьмана] прийняти із містами під його, великого государя, великодержавну руку, щодо того до них, боярина і до воєвод та до гетьмана, прислано його, великого государя, указні статті.
А в статтях написано: «Як, за поміччю всемогутнього Бога і за молитвами пресвятої Богородиці, за щастям великого государя, його царської величності, та його государських наслідників, а за їхньою, боярина та воєвод, службою та промислом, учиняться під його, великого государя, самодержавною рукою у підданстві того боку Дніпра численні полки з містами й містечками, то їм, боярину і воєводам та гетьману, велено послати від себе до полковників того боку Дніпра, і до всіх начальних людей, і до козаків, щоб вони до них, боярина та гетьмана, з'їхалися, а коли вони з'їдуться, то їм говорити, щоб вони, того боку начальні люди і все військо, вибрали собі замість Петра Дорошенка іншого гетьмана, доброго і вправного, а передусім вірного чоловіка, й учинять про те раду, а коли гетьмана на раді оберуть, то новообраному гетьману булаву, і бунчук, і прапора на гетьманство віддати і до всілякої вірності та до служби привести до віри.
А коли полковники, і осавули, і сотники, і все військо того боку Дніпра почнуть бити чолом великому государю, щоб у них учинити гетьманом Івана Самойловича на обох боках Дніпра над усім Запорозьким військом, чи з цього боку почнуть когось просити на той бік у гетьмани, то боярину й воєводі та гетьману Івану Самойловичу, за чолобиттям полковників, та осавулів, та сотників і всього війська, велено вчинити за їхнім чолобиттям».
А за указами великого государя царя і великого князя Олексія Михайловича, всієї Великої, і Малої, і Білої Росії самодержця, боярин та воєводи, князь Григорій Григорович Ромодановський із товаришами, зібралися з ратними кінними та пішими людьми великого государя і прийшли до Веприка, а гетьман Іван Самойлович із Запорозьким військом — у Гадяч, а з'їхавшись і домовившись про справи великого государя, пішли для воїнського промислу до Дніпра і за Дніпро, і милістю всемогутнього Бога та за заступництвом пречистої його Богоматері, і з поміччю всіх святих, а за праведними молитвами великого государя царя і великого князя Олексія Михайловича, всієї Великої, і Малої, і Білої Росії самодержця, і його государських доброродних дітей, благословенного государя царевича і великого князя Феодора Олексійовича, всієї Великої, і Малої, і Білої Росії, добровірного государя царевича та великого князя Іоанна Олексійовича, всієї Великої, і Малої, і Білої Росії, добровірного государя царевича і великого князя Петра Олексійовича, всієї Великої, і Малої, і Білої Росії, і за щастям у поході боярина та воєвод, князя Григорія Григоровича Ромодановського з товаришами, й гетьмана Івана Самойловича з усіми великого государя ратними людьми і за посилками їхніми, Задніпровського боку Петрового полку Дорошенка генеральна старшина: обозний Іван Гулак, осавул Яків Лизогуб 1, суддя Яків Петров 2, та його ж, Дорошенковий, намісник Онофрій Іванів син Носов 3, та полковники десяти полків: черкаський, канівський, білоцерківський, корсунський, браславський, уманський, кальницький, подільський, могилівський і торговицький, та й старшина Паволоцького полку, з усіма містами тих десяти полків та містечками і з усім поспільством учинились у вічнім підданстві у великого государя, його царської величності, під високодержавною рукою.
І березня, 5 дня, боярин та воєводи, князь Григорій Григорович Ромодановський з товаришами, і гетьман Іван Самойлович, писали до генеральної старшини і до всіх вищеназваних полків Задніпрського боку і до всього поспільства, щоб вони, полковники із начальними людьми, з козаками для обрання гетьмана приїхали на раду в Переяславль швидко, не чекаючи розрушення зимового шляху й водного розливу, і щоб їм після ради повернутись у доми свої теперішнім-таки зимовим шляхом.
І березня до 15 числа Задніпрського боку генеральна старшина і з усіх полків полковники з начальними людьми і з козаками з'їхались до Переяславля і при бояринові та воєводах, при князі Григорію Григоровичу Ромодановському із товаришами, і при гетьмані Іванові Самойловичу учинили раду, березня у 17-й день.
І на раді били чолом великому государю царю і великому князю Олексію Михайловичу, всієї Великої, і Малої, і Білої Росії самодержцю, щоб великий государ ударував їх, старшину і все поспільство, велів у них гетьманом учинити Івана Самойловича на обох боках Дніпра, над усім Запорозьким військом, і бути їм у підданстві у нього, великого государя, за їхніми правами й вольностями на тихтаки статтях, якими він, великий государ, ударував цього боку Дніпра гетьмана Івана Самойловича, і старшину, і козаків, і все поспільство.
І боярин та воєводи, князь Григорій Григорович Ромодановський із товаришами старшині та козакам задніпрських полків говорили: "Великий государ, його царська величність, ударував їх, велів у них бути, за їхнім чолобиттям, гетьману Івану Самойловичу на обох боках, і бути їм у нього, великого государя, у підданстві за давнішніми їхніми правами та вольностями, і ні в чому права їхні та вольності порушені не будуть. А на яких статтях їм, старшині та козакам і всьому поспільству, бути, ті статті їм зачитані й укріплені, і на тих статтях генеральна старшина та полковники великому государю царю і великому князю Олексію Михайловичу, всієї Великої, і Малої, і Білої Росії самодержцю, та його государським наслідникам за святою непорочною євангельською заповіддю на вічне підданство віру учинили на тому, що їм бути під їхньою государською високою рукою невідступно.

### СТАТТІ, ПОСТАНОВЛЕНІ В ПЕРЕЯСЛАВЛІ З ГЕТЬМАНОМ ОБОХ БОКІВ ДНІПРА ІВАНОМ САМОЙЛОВИЧЕМ
1
Бути у великого государя царя і великого князя Олексія Михайловича, всієї Великої, і Малої, і Білої Росії самодержця, і у царської величності доброродних дітей, у добровірного государя царевича і великого князя Феодора Олексійовича, всієї Великої, і Малої, і Білої Росії, у добровірного государя царевича і великого князя Іоанна Олексійовича, всієї Великої, і Малої, і Білої Росії, у добровірного государя царевича і великого князя Петра Олексійовича, Великої, і Малої, і Білої Росії, у наслідників їхніх государських на вічному підданстві генеральній старшині задніпрських полків: обозному, осавулу, судді, полковникам, сотникам, і всій старшині, і всьому війську Запорозькому, всякого чину та віку людям і черні за цими постановленими і утвердженими, і обіцянкою їхньою, всієї старшини, всього й війська Запорозького, закріпленими перед святим Євангелієм статтями і руками підписаними, як ті статті самі в собі маються.
Обозний Іван Гулак, і вся старшина, і козаки, вислухавши цю статтю, обіцяли великому государю і його доброродним дітям та їхнім государським наслідникам служити до смерті життя свого неодмінно і супроти турського султана, і кримського хана, і всякого неприятеля стояти й битися, не хоронячи голів своїх. І крім свого государя царя і великого князя Олексія Михайловича, всієї Великої, і Малої, і Білої Росії самодержця, та його государських дітей, та їхніх государських наслідників не бути у підданстві у турського султана, і у кримського хана, і в жодних довколишніх государів.
2
Обозний, та старшина, та козаки били чолом великому государю, його царській величності, а боярину та воєводам, князю Григорію Григоровичу Ромодановському із товаришами, та гетьману Івану Самойловичу говорили: коли трапиться, що турський султан і кримський хан чи інші неприятельські люди почнуть наступати на них війною, то чи укаже царська величність їх боронити?
І боярин, і воєводи, князь Григорій Григорович із товаришами, і гетьман їм, старшині та козакам, говорили: великий государ, його царська величність, їх, старшину, і все військо Запорозьке, і все поспільство від ворога хреста святого, від турського султана, і від кримського хана, і від інших неприятелів своїми государськими військами укаже боронити. А їм супроти того неприятеля на оборону в яких містах і яким полкам бути і відсіч неприятелю давати, то щоб про те постановили його статті.
Обозний, і вся старшина, і козаки приговорили: задніпрських усіх полків полковникам з козаками збиратися супроти наступу неприятельських людей на ріці Росаві між Каневом та Корсунем і ворогу відсіч давати, з якого боку, від чого, борони Боже, буде їхній неприятельський прихід.
3
Без указу великого государя, його царської величності, до сторонніх монархів у жодні держави і ні до кого гетьману і старшині Задніпрського боку ні про що не писати і зсилання їм із жодними государями не чинити через те, що від того чиняться в малоросійському народі всілякі свари, а коли трапляться які справи про щось писати, то їм писати до великого государя, до його царської величності, а царська величність його, гетьмана, і старшину, і все поспільство зберігатиме в усякому своєму государському милосерді й укаже про їхні справи писати до государів, а що буде писано, то ті листи, за указом царської величності, до них буде прислано, а які усякі присильні листи писатимуться до великого государя від довколишніх государів, то їм ті листи, не розпечатуючи, присилати до великого государя у Москву.
Обозний, і вся старшина, і козаки приговорили цій статті бути так.
4
Коли на Польську державу турський султан зі своїми силами чи якісь інші неприятельські люди наступлять, то Задніпрського боку гетьману, і старшині, і всьому Запорозькому війську на той час неприятельським людям ніякої помочі аж ніяк не чинити ніякими ділами й підначальних своїх полків людей від того утримувати, й забороняти, і без повеління великого государя на здопоможення ні до кого нікого не посилати.
І обозний, і вся старшина, і козаки приговорили цій статті бути так.
5
Коли надалі котрий гетьман, забувши страх Божий і великого государя превелику і невимовну милість, почне в малоросійських містах чинити якісь посвари, їм того поміж себе остерігати й вивідувати всілякими мірами, а вивідавши, писати до великого государя, а тим гетьманським посварам ніяким не вірити.
Обозний, і вся старшина, і козаки приговорили цій статті бути так.
6
Коли гетьман учинить якийсь переступ, опріч зміни, то його без указу великого государя, його царської величності, не змінювати, а щодо того переступу укаже великий государ учинити дізнання, а за розшуком учинить указа за їхніми правами.
Обозний, і вся старшина, і козаки приговорили цій статті бути так.
7
Били чолом великому государю, його царській величності, генеральна старшина, і полковники, і козаки, і все поспільство: коли за Божим зволенням трапиться гетьманові смерть чи інше що, щоб великий государ ударував, велів їм обрати гетьмана за їхнім правом.
Великий государ, його царська величність, ударував, велів бути за їхнім чолобиттям.
8
Утікачів до малоросійських міст, служивих людей, солдат, і драгунів, і стрільців, і всяких чинів, також і людей боярських, і селян, які не захотіли служити великому государю, його царській величності, а люди боярські та селяни щось украли, вбивство вчинили, чи розбій, чи інше щось, чи не хотіли дати оброку і втекли на сваволю в його, великого государя, малоросійські міста, — то тих утікачів та всіляких чинів людей не приймати, і в себе не тримати, і віддавати їх із малоросійських міст без будь-якої затримки.
Обозний, і вся старшина, і козаки приговорили цій статті бути так.
9
Били чолом великому государю, його царській величності, старшина, і козаки, і все поспільство, щоб великий государ жителям малоросійських міст усяких чинів, яких до теперішньої війни ратні люди Московського государства піймали в полон, і вказав бути в стороні своєї царської величності, то коли котрий відійде в малоросійські міста сам до родичів своїх і хто де жив у попередні свої місця, не вчинивши ніякого злодійства, тим би жити у старих їхніх місцях, як і давніше.
Великий государ, його царська величність, ударував, велів бути цій статті за їхнім чолобиттям, а коли котрі такі полоняники втечуть, щось укравши, то тих їм віддавати без жодної затримки.
10
Коли в малоросійських містах почнуть чинитися якісь посвари від кого б не було, то гетьману і старшині за тим наглядати, і оберігати міцно, і про те писати великому государю, його царській величності, а тих людей, від кого які посвари учиняться у малоросійських містах, присмирювати й карати, і карати смертю за їхніми справами.
Обозний, і вся старшина, і козаки приговорили цій статті бути так.
11
Жителі малоросійських міст приїжджають у Московське государство і в околичні міста й привозять вино і тютюн та й продають усіляким жителям для своєї користі, і від того кабацьким зборам чиниться порушення і недобір. То щоб учинити міцного заказа під жорстокою карою, щоб жителі малоросійських міст, усіляких чинів люди, вина й тютюну до Москви, і в околичні міста, і в повіти аж ніяк не возили й не продавали і тим би великого государя, його царської величності, казні порушення не чинили, а в порубіжні міста, за договором, на кабаки привозити вільно.
Обозний, і вся старшина, і козаки приговорили: коли трапиться, що жителі малоросійських міст з вином і тютюном будуть піймані у великоросійських містах, то тих із вином і з тютюном вислати, а коли приїдуть ті ж удруге, то в них вино й тютюн забирати дурно на великого государя.
12
Великому государю, його царській величності, били чолом старшина і все військо Запорозьке, щоб вони від гетьмана жодної неволі та жорстокості не терпіли і щоб він над ними, військовою старшиною, ніякої справедливості без ради всієї старшини безвинно не чинив, а за переступа, коли в тому виявиться, судом і військовим розглядом карав і від чину, коли хто того недостойний буде, відставляв; також і з іншим військовим товариством та посполитим народом щоб не за волею своєю, але за судом і правом посполитим чинив.
Великий государ, його царська величність, ударував їх, старшину і тих, хто після них буде, і все військо Запорозьке, велів цій статті бути за їхнім чолобиттям.
13
Били чолом великому государю, його царській величності, обозний Іван Гулак, і вся старшина, і козаки: у Петра Дорошенка учинені полковники-серденята 4, то щоб великий государ, його царська величність, ударував: їх, серденят, у них і у полковників ні в кого бути в компанії не указав, через те що від таких-ото компаній малоросійських городів, і міст, і містечок, і сіл жителям чиниться всілякий розор та образи, також і запорожцям стацій, і кожухів, і жодної одежі не збирати.
Великий государ, його царська величність, ударував: компаніям і серденятам у гетьмана і у полковників бути не указав; не указав також і на запорозьких козаків збирати стацій і будь-яких одеж.
14
Вони ж, обозний, і вся старшина, і козаки, били чолом великому государю, його царській величності, про козацькі маєтки, котрі свої ґрунти мають вічні батьківські й дідівські, куплені поля, ліси, сінні покоси, стави, млини та інші всілякі пожитки, то щоб великий государ тим усім ударовував їх по-давнішньому, а коли кому на його, государя, службі смерть трапиться від неприятеля чи своєю смертю помре, щоб жінкам їхнім і дітям після того всім володіти. А коли заслужений козак лишив після смерті жінку, тоді щоб жінка, після його смерті, вільна була від усіляких образ, тобто становищами, поборами, підводами не утяжувала її всіляка військова старшина, доки не піде заміж: коли за козака, то матиме вольність, а коли за мужика, то підлягатиме владі міській.
Великий государ, його царська величність, ударував: за цією статтею указав відповідно до їхніх прав і вольностей і своїх, царської величності, жалуваних грамот, так само як перед цим на дане їм, і куплене, і заслужене дано, відповідно королівських привілеїв.
15
Коли військо царської величності піде супроти неприятелів, то щоб вони в українських містах у козацьких дворах не ставали, а ставали б у міщан, і вольностей козацьких не відбирали, і мужиками і змінниками їх не називали, і в провідники їх не забирали.
Великий государ, його царська величність, ратним людям у козацьких дворах ставати і вольностей їхніх відбирати не указав, а ставати ратним людям у міщан і у мужиків, а хто почне вольності їхні відбирати і змінниками та мужиками козаків називати, тим царська величність укаже чинити за дізнанням покарання.
16
Збирати в казну царської величності, на його, государеву, платню, і з того збору давати на військо за реєстром:
- Гетьману — тисячу золотих червонних на рік.
- Писарю військовому та обозному — по тисячі золотих польських.
- На судей військових — по триста золотих.
- На писаря судейського — сто золотих.
- На писаря та на хорунжого полкового — по п'ятдесят золотих.
- На гетьманського бунчужного — сто золотих.
- На полковників — по сто єфимків.
- На осавулів полкових — по двісті золотих.
- На осавулів військових — по чотириста золотих.
- На сотників — по сто золотих.
- Реєстровим козакам бути двадцяти тисячам чоловік, а давати на чоловіка по тридцять золотих польських.

А скільки в котрому полку буде козаків, учинити тому реєстра; й бути козакам реєстровим, і надалі в реєстр записувати тих, котрі старі козаки й численні служби служили, а чого в полках старих козаків, у двадцяти тисячах, не вистачить, то в те число приймати в козаки міщанських і поселянських дітей. А на Запорозьке військо, на двадцять тисяч, бути поборам із усяких маєтностей без вибору, чий хто не є, окрім монастирів, і з тих поборів давати великого государя платню гетьману з начальними людьми і козакам за утвердженими статтями. А коли тих поборів скількись не вистачить цілком гетьману, й начальним людям, і козакам на платню, згідно з положенням, то ті побори розділяти за збором, скільки того збору буде.
А коли в котрих полковників та начальних людей є маєтності і на ті маєтності дано жалувані грамоти великого государя, то тих підданих полковників і всіляких начальних людей, за якими є маєтності, судити їм, і приноси всілякі в них приймати, і сіно, і дрова готувати, а побори з них на платню козакам збирати. А щодо митрополичих, і до архієпископських, і єпископських, і щодо монастирських стосовно підданих їхніх, то їм у податях на військо діла нема, а відтепер у митрополичі та монастирські вотчини наново нікого не приймати, а бути старим, і вчинити їм книги, скільки за митрополитом і за монастирями у вотчинах їхніх мужиків; а з мужиків до реєстру у козаки не записувати і не приймати. А з протопопських та попівських маєтностей побори на козаків брати відповідно до уложення козацьких вольностей.
17
Били чолом великому государю, його царській пресвітлій величності, Задніпрського боку обозний, і вся старшина, і козаки, щоб послам, і посланникам, і гінцям його царської величності у козацьких дворах не ставати і підвід у сотників, і у отаманів, і у військових товаришів насильно не брати, а двори їм відводити й підводи давати старшині городовій, а самим їм по полях і по дворах підвід не брати, а у кого що візьмуть у підводи, відпускати назад.
Великий государ, його царська величність, указав: бути для своїх государських справ вибраному, кого гетьман, і старшина, і все військо того боку Дніпра виберуть; і жити йому указав великий государ у Москві порічно на осібно влаштованому дворі, а при ньому п'яти чоловікам чи шести, щоб гетьман у всіляких образливих справах і про все, що є в малоросійських містах, писав до вибраного, а вибраний приноситиме ті листи до приказних людей, а ті приказні люди доноситимуть до великого государя. А з Києва, і від гетьмана, і з інших міст посилати в Москву, до вибраного, через свої підводи до Путивля, а з Путивля будуть послані до Москви, до двору, щоб надалі з Москви частих посланих від великого государя до гетьмана не було, також і гетьману до великого государя часто не посилати, а тільки щодо найпотрібніших справ. А коли з Москви від великого государя буде хто посланий для великих справ, то тому посланому давати по двадцять підвід із провідниками, а гінцям давати по три підводи, і це через те, що у козаків та міщан малоросійських міст багато підвід по містах гублять, а від того їм чиняться численні збитки. А посланцям бути в рік по три чи чотири приїзди для найпотрібніших справ; і щоб при тих посланцях чоловіка було два чи три, а над те не посилати.
18
Обозний і вся старшина били чолом великому государю, щоб їм усілякі листи посилати до Москви зі своїми гінцями, коли трапляться якісь вісті, а не до Путивля до воєвод. А посланцю бути сам-третім а, а про посланців, коли Запорозьке військо посилатиме до царської величності щодо своїх образ, то не сам-другий, але коли гучне діло, коли й три особи знатні будуть, то щоб могли брати з собою про троє людей, а посланці не часті будуть, лишень два чи три.
Великий государ указав бути за їхнім чолобиттям, а підводи давати посланцям по містах по три підводи чоловіку, а челяді їхній по підводі чоловіку.
А Сам-третій — сам і ще двоє.
19
За указом великого государя, його царської величності, учинено пошти по дорозі від Києва цього боку Дніпра в малоросійських містах, у Ніжині та в Батурині, і з малоросійських міст всілякі листи до царської величності велено приймати на тих поштах.
20
Коли у царської величності учиниться комісія з будь-яким государем, чи королівською величністю, чи з ханом кримським, то щоб, за указом великого государя, його царської величності, на з'їздах із великими і повноважними послами посланцям малоросійських міст не бути через те, що між великими государями у їхніх государських великих справах мовчання й непогодженість бувають. Але царська величність укаже їхнє Запорозьке військо звідомляти листами від царської величності великих і повноважних послів, де про малоросійські міста обох боків Дніпра якісь розмови чи вспомин будуть.
Обозний Задніпрського боку, і вся старшина, і козаки приговорили цій статті бути так і поклалися на волю великого государя, його царської величності.

### ЗАПИС, ЗА ЯКИМ ПРИВЕДЕНО ДО ВІРИ СТАРШИНУ ЗАДНІПРСЬКОГО БОКУ
Я, великого государя, його царської величності Запорозького війська обозний Іван Гулак, осавул Яків Лизогуб, суддя Яків Петров, полковники, сотники зі всілякими чиновними людьми, військом Запорозьким, обіцяли Господу Богу всемогутньому перед святим його Євангелієм, за непорочною заповіддю його, що в цьому святому Євангелії вказана, що єй-єй на тому служити нам великому государю царю і великому князю Олексію Михайловичу, всієї Великої, і Малої, і Білої Росії самодержцю; і його добровірній государині цариці і великій княгині Наталії Кирилівні; і їхнім доброродним государським дітям, великому государю царевичу і великому князеві Феодору Олексійовичу, всієї Великої, і Малої, і Білої Росії; великому государю царевичу і великому князеві Іоанну Олексійовичу, всієї Великої, і Малої, і Білої Росії; великому государю царевичу Петру Олексійовичу, Великої, і Малої і Білої Росії, та їхнім государським наслідникам правдою і у вічнім підданстві пробувати постійно, і обіцяємося його царській величності всіляку істинну послугу і бажану послугу здійснювати і з жодними сторонніми государями, не тільки які в недружбі з його царською величністю пробувають, а і з тими, з якими його царська величність у явній дружбі та любові, без указу і без дозволу його царської величності жодних ні з ким посилок не мати, й іншого государя Запорозькому війську того боку Дніпра не бажати й не шукати, і на государства, які під державою великого государя, його царської величності, пробувають, не поставати жодними мірами, а де почуємо про якихось неприятелів чи, від чого Боже бережи, турських, чи кримських, чи якихось інших государств зібрання, то нам усім за достойність його царської величності і його государських наслідників, за обіцянкою нашою, як тепер перед цим святим Євангелієм обіцяли, стояти супроти всякого їхнього, государського, неприятеля і промисел на поміч чинити й битися, не хоронячи голів своїх аж до самої смерті, а де повелить нам його царська величність бути на своїй царської величності службі війська Запорозького обох боків Дніпра із воїнськими людьми і зі своїми, царської величності, боярами, та воєводами, та з воїнським людом, там нам над неприятелем промисла чинити, й битися, і в належних потребах людей не видавати й не покинути. А будучи під великодержавною рукою великого государя, його царської величності, нам слів посварних і сум'ятних ні від кого не слухати, намовникам не вірити, а нам, старшині, також і війську, гетьмана не покинути і неприятелеві государевому не видавати, а бути нам у великого государя, його царської величності, і у добровірних дітей його царської величності, і у наслідників їхніх государських у підданстві за його царської величності милостивими жалуваними грамотами і постановленими статтями, які постановлено в Переяславлі на теперішній раді при боярині, і воєводі, і наміснику білогородському, при князі Григорії Григоровичу Ромодановському із товаришами, і руками підписані, і закріплені обіцянкою нашою перед святим Євангелієм, і ті всі статті, які іменовано вище цього, ми, старшина, і все військо Запорозьке, всякого чину та віку люди, маєм тримати до смерті своєї так, як ми перед цим святим Євангелієм обіцяємо. А коли в чомусь не дотримаємо чи в чомусь переступити намислимо, то хай Господь Бог покарає нас на душах і на тілах наших, і дітей, і наслідників наших тепер і надалі в майбутні віки.